# Kant-Studien
Kant-Studien – czasopismo filozoficzne poświęcone filozofii Immanuela Kanta. Założycielem i pierwszym redaktorem naczelnym (od 1897 do 1922 roku) był Hans Vaihinger. Obecnie wydawane jest jako kwartalnik przez Niemieckie Towarzystwo Kantowskie. W periodyku publikowane są artykuły i recenzje w języku: niemieckim, angielskim i francuskim. Zamieszczany jest też dział z ciągle aktualizowaną bibliografią o Kancie. Redakcja znajduje się na Uniwersytecie Jana Gutenberga w Moguncji.